# Batalla de Barranca Seca
La batalla de Barranca Seca tuvo lugar el 18 de mayo de 1862 en Barranca Seca lugar perteneciente al municipio de Acultzingo a unos 3 km de la exhacienda de Tecamalucan, cercano a Orizaba, en el estado de Veracruz, México, entre elementos del ejército mexicano de la república al mando del general Santiago Tapia y tropas francesas comandadas por el general Leonardo Márquez al servicio del Segundo Imperio Francés durante la Segunda Intervención Francesa en México, siendo el resultado una victoria francesa.

## Antecedentes
Al día siguiente de la Jornada del 5 de mayo de 1862, los franceses permanecieron quietos en su campamento de Amalucan, en tanto que el Cuerpo del Ejército de Oriente procedió a levantar el campo de batalla. Ese día 6, en la mañana, entraron a Puebla las brigadas O'Horan y Carbajal, que el día anterior habían sido destacados por el general Ignacio Zaragoza hacia el rumbo de Atlixco o Izúcar de Matamoros, para fijar a la partida reaccionista del general Márquez e impedir que esta se uniera a los franceses en esos días; y por la tarde, hizo su estrada procedente a México, la Brigada Antillón, constituida por elementos de la Guardia Nacional del Estado de Guanajuato, que había sido enviada por el gobierno general, para reforzar al cuerpo de Ejército de Oriente (estas últimas tropas, aun cuando habían forzado su marcha, no pudieron llegar antes a Puebla).
El día 7, ante la pasividad de los franceses, contando ya con un efectivo mayor y en cumplimiento de órdenes del Ministerio de Guerra, el general Zaragoza dispuso que la brigada Carbajal, más el Regimiento de caballería del coronel Miguel Ameche marcharan con rumbo a Amozoc (sobre el camino a Veracruz a unos 15 km al oriente de Puebla), para hostilizar a los invasores por su retaguardia. Sin embargo, esta operación no se pudo llevar a la práctica, porque el día 6, a las cuatro y media de la mañana, la mayor parte de la guarnición del fuerte San Carlos de Perote, unos 300 hombres encabezados por el teniente coronel de artillería Ignacio Echegaray, desconocieron al gobierno juarista y después de poner preso al comandante militar de la fortaleza, general Francisco Paz, abandonaron el lugar y se dirigieron a Orizaba, llevando consigo una batería de artillería de campaña, para unirse a los franceses por intermedio del general reaccionario José Ma. Gálvez. El día 7 en la tarde, al tener conocimiento de lo anterior, el general Zaragoza le ordenó entonces a Carbajal, que en lugar de hostilizar la retaguardia de los franceses como se le tenía prevenido, con los elementos que tenía a sus órdenes, el 8 por la mañana muy temprano saliera en pos de aquellos rebeldes; así lo hizo este jefe y el 10 siguiente les dio alcance en la cañada de Ixtapa, donde después de dos horas de combate los dispersó totalmente, recuperando las piezas de artillería que por orden superior fue a devolver hasta Perote.
Mientras esto sucedía, el general Zaragoza, la mañana del día 8 llevó a cabo una revista de sus tropas en el llano situado al oriente de la ciudad de Puebla, a la vista de los franceses, quienes no solo no se animaron a entablar una batalla campal, sino que a las dos de la tarde de ese día iniciaron un movimiento retrógrado hacia el oriente, yendo a pernoctar esa noche al pueblo de Amozoc, lugar en donde permanecieron los días 9 y 10 para trasladarse el 11 al pueblo de Tepeaca, (15 km al oriente de Amozoc). Según el diario de operaciones del cuerpo de Ejército de Oriente, el 9 los franceses se movieron de Amozoc a Tepeaca, lugar donde permanecieron los días 10 y 11. 
El día 10 el general Zaragoza dio nueva organización a su cuerpo de ejército: el 11 recibió noticias del triunfo alcanzado por el general Carbajal en la Cañada de Ixtapa y entonces, el 12 en la mañana, partió de Puebla en pos de los franceses rindiendo la jornada en Amozoc. Los franceses por su parte ese día 12 se movieron de Tepeaca para Acatzingo (unos 12 km al oriente te Tepeaca).
Con su nueva Organización, el cuerpo del Ejército de Oriente con efectivo aproximado de 7500 individuos de tropa.
Venta de San Diego, la cual dista de unos 1500 m al noreste del pueblo de Acultzingo. El general Márquez se adelantó a sus fuerzas con un grupo de ayudantes y en Tecamalucan se le presentó al General Lorencez como a las cinco de la tarde, para continuar después hasta Orizaba y presentarse con el General Juan N. Almonte. Antes de partir a Orizaba, el general reaccionario le ordenó al general José Domingo Herrán, que tomara el mando de las tropas y que pasara la noche en Potrero, para continuar al día siguiente sobre Orizaba.
El día 18 por la mañana, el general Lorencez se movió con sus tropas para Orizaba y al llegar al Ingenio (unos 10 km al noreste de Tecamalucan y como a 8 km al suroeste de Orizaba) dejó al 99 regimiento de infantería de línea del Coronel L'Heriller con dos piezas de Artillería de montaña, para que ayudara en caso necesario a las fuerzas del general Márquez, ya que este le informó el día anterior, que tenía conocimiento de que las tropas mexicanas del general Ignacio Zaragoza, estaban bajando por las cumbres de Acultzingo para impedir la incorporación de sus fuerzas al cuartel general invasor en Orizaba.
Efectivamente, la brigada "Álvarez", al mando del general Tapia arribó al pueblo de Acultzingo como a las nueve de la mañana de ese día 18 y allí recibió informes en el sentido por la Barranca Seca y tomaba el camino para Orizaba; inmediatamente continuó su marcha y hacia las diez de esa misma mañana, llegó a la desembocadura de la Barranca Seca, en donde entroncaba la vereda seguida por los reaccionarios con el camino principal Acultzingo-Orizaba e inmediatamente tomó contacto con sus enemigos, desplegándose para combatir.

## Preparativos
Como sabía que sus adversarios le eran muy superiores en número, Tapia envió a uno de sus ayudantes ante el general Zaragoza para pedirle que le mandara unos mil hombres de infantería como refuerzo, con los cuales creía poder batir a sus enemigos.
La fuerza de Caballería que llevaba el general Tapia se Componía de seiscientos sesenta y dos individuos de tropa de caballería, pertenecientes a los cuerpos carabineros a caballo, escuadrón lanceros de Toluca y escuadrón lanceros de Oaxaca. Las tropas de Márquez se componían de unos dos mil quinientos jinetes distribuidos en dos divisiones; la división "Vacario" que mandaba el general Juan Vicario, formada por dos brigadas al mando de los coroneles Juan Vacario hijo y Ponciano Castro y la división "Marquez" compuesta también de dos brigadas, al mando del general José Domingo Herrán y del Coronel José G. Campos.
Para oponerse a sus adversarios, los reaccionarios también se desplegaron formando su línea de batalla en la forma siguiente: al centro la división "Vicario"; como ala derecha, la brigada "Herrán" y como ala izquierda la brigada "Campos". 

## Batalla

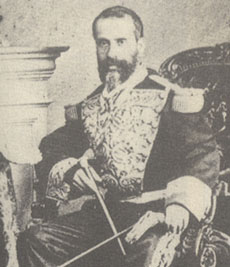
Leonardo Márquez, Comandante en jefe de las fuerzas reaccionarias

Con objeto de impedir la incorporación de las de Márquez a las francesas, que se dirigían a Orizaba, el General Ignacio Zaragoza mandó al general Santiago Tapia con una brigada para batirlo, cosa que no pudo lograr pues a Márquez se le unieron el 99° de línea del Ejército francés, a las órdenes del Mayor Eugene Lefèvre.
Como las tropas fueron llegando poco a poco al lugar del combate, la línea de batalla se estableció paulatinamente y cuando llegó a Barranca Seca el general Márquez, hacia las once de aquella mañana, el tiroteo entre las guerrillas avanzadas de ambos bandos, se había generalizado, sin que ninguno de los dos adversarios se arriesgara a emprender el ataque formal.
El general Zaragoza, que tenía su puesto de mando en la Cañada de Ixtapa, dispuso ese día 18, que la brigada "Díaz" de la división "Berriozábal" se trasladara a la Cañada de Ixtapa; que la división "Negrete", permaneciera en Puente Colorado manteniéndose lista para bajar las cumbres de Acultzingo y que la brigada "Carbajal", se moviera para san Agustín del Palmar a vigilar la retaguardia del cuerpo de Ejército de Oriente. Hacia el mediodía recibió el informe y la petición de refuerzos del general Tapia y mandó inmediatamente en su auxilio a los piquetes de los batallones fijo de Morelia, tiradores de Morelia, cazadores de Morelia e Hidalgo de Morelia, pertenecientes a la brigada "Rojo" y al batallón de Zapadores de San Luis, de la brigada "Lamadrid", que hacían un total de 1190 hombres, todos al mando del general graduado Coronel de infantería José Mariano Rojo.
Como el descenso de las Cumbres de Acultzingo no era muy fácil, apenas hasta las cinco de la tarde fueron llegando estas tropas a Barranca Seca, y considerando el general Tapia que solo tenía que habérselas con unos dos mil jinetes de Márquez, se lanzó a la carga con dos columnas de infantería, por su frente e izquierda y con una de caballería, por su derecha.
En un principio, el ataque de los republicanos tuvo éxito; pero como en aquellos momentos llegó al campo de la lucha, el 2.º Batallón del 99 regimiento de infantería de línea francés, al mando del comandante Lefevre (unos ochocientos hombres), cuyos elementos habían salido del Ingenio como a la una y media de esa tarde, y habían recorrido en solo cuatro horas los 20 km, que separan aquel poblado de la Barranca Seca (el General Márquez, hacia el mediodía, consideró que sus adversarios estaban esperando la llegada de refuerzos para emprender su ataque y entonces, decidió pedir auxilio de los franceses, enviando para ello al general Antonio Taboada, quien rápidamente se desplazó hasta el Ingenio). Estos infantes cargaron sobre los republicanos. El ala izquierda del dispositivo mexicano fue envuelta y arrollada después de una lucha encarnizada, por lo que el General Tapia se vio en la imprescindible necesidad de ordenar la retirada, la que se efectuó más tarde, con grandes pérdidas.
Los piquetes de los batallones fijo, cazadores y tiradores de Morelia, que formaron la columna de ataque de la izquierda que fueron los arrollados, se retiraron tomando el rumbo de Maltrata. los batallones "Hidalgo" y zapadores, que formaron la columna del centro, se replegaron por la cordillera situada al sur de la Cañada de Acultzingo para ir a salir al Puente Colorado. Finalmente, el general Tapia con los restos de la caballería, se replegó por el camino carretero, conteniendo a los jinetes enemigos que acosaron a los republicanos hasta la altura de la Venta de San Diego. Afortunadamente en aquellos momentos comenzó a obscurecer y con las sombras de la noche cesó la persecución.
Cuenta la tradición que, al retirarse las tropas republicanas, el subayudante del batallón "Hidalgo", que llevaba la bandera de su cuerpo, cayó herido de muerte. Los componentes del batallón que pasaban por allí, siguieron la huida sin hacer caso de la bandera, pero un sargento, cuyo nombre no recogió la historia, se detuvo para recuperarla y como no tuvo tiempo de desprenderla del asta, antes de verla caer en poder enemigo, le prendió fuego a una caja de municiones que estaba cerca y voló en pedazos con todo y bandera.
Las bajas sufridas por los franceses y tiradores fueron pequeñas (cerca de doscientos hombres entre muertos y heridos), en relación con las que tuvieron los republicanos (unos mil cien hombres entre muertos, heridos y prisioneros), particularmente en dispersos, pues estos dejaron en poder de aquellos cerca de ochocientos prisioneros. los piquetes de los fijo de Morelia, tiradores de Morelia y Cazadores de Morelia, quedaron reducidos a poco menos de un centenar de individuos de tropa y por disposición del general Zaragoza del día 22 de ese mes de mayo, fueron enviados a México a las órdenes del general Roja, para que el gobierno general los mandara a Michoacán a reponer a sus efectivos.
El batallón "Hidalgo" de Morelia, también por disposición del general Zaragoza, ese mismo día 22 fue disuelto y mercado personal quedó refundido en el batallón de zapadores de San Luis que también resultó muy castigado.
La derrota de Barranca Seca escribió mucho el ardor bélico ofensivo del general Zaragoza, quien el día 19, después de reconocer personalmente el terreno donde había tenido lugar el combate del día anterior, retiró a la división "Negrete" para San Andrés Chalchicomula y a la brigada Álvarez a la hacienda de Vaquería, cerca de Quecholac. Además fue a establecer su cuartel general  en San Agustín del Palmar, llevando consigo a la brigada "Díaz", que el día anterior había llegado a la cañada de Ixtapa hacia las seis de la tarde y que el 19 debía pasarse a Tehuacán, para recibir una fuerza que venía procedente de Oaxaca; es decir, se situó a la defensiva, sobre la altiplanicie mexicana, en la zona Tecamacho - San Andrés Chalchicomula - San Agustín del Palmar, en espera de los refuerzos que se le tenían ofrecidos de las divisiones de Jalisco y Zacatecas (esta última a las órdenes del general Jesús Gonzáles Ortega, con cuyos refuerzos, en el mes de junio siguiente, volvió a tomar la ofensiva, e intentar el ataque a la plaza de Orizaba, cuartel general de los franceses, para sufrir el serio descalabro de la Batalla del Cerro del Borrego, el 14 de este mes.

## Conclusiones
Primera. Algunas personas le han criticado al general Ignacio Zaragoza, que a pesar de contar desde el día 6 de mayo con una respetable superioridad numérica sobre su adversario, no estorbó para nada la marcha retrógrada del ejército expedicionario francés, desde las cercanías de Puebla hasta la ciudad de Orizaba, no obstante que el terreno se prestaba mucho para hostilizarlo y aun para aniquilarlo, haciendo que la pasividad asumida por el general mexicano, hiciera que la batalla del 5 de mayo se convirtiera en una victoria sin fruto.
La crítica anterior no es muy justa, porque si bien es cierto, que con la incorporación al cuerpo de Ejército de Oriente de las brigadas O'Horán, Carbajal y Antillón, el efectivo de esa gran unidad resultó muy superior al del ejército expedicionario francés, conviene recordar que en aquellos días, el general Zaragoza tenía que habérselas no solo con lo franceses, sino también con la división de caballería reaccionaría del general Márquez, fuerte en unos dos mil quinientos jinetes que se hallaban por Matamoros Izúcat y Atlixco.
Por otra parte, se vio que el general jefe mexicano, el día 7 en la tarde tuvo que distraer a la caballería del general Carbajal, para que persiguiera a los sublevados de Perote y que, cuando estas tropas se le incorporaron después de someter a aquellos traidores, recibió informes de que el general Márquez con sus fuerzas, estaba muy adelantado en su marcha para reunirse a los franceses, por lo que apenas pudo interponer algunas de sus fuerzas en Barranca Seca, para tratar de evitar esa unión.
Se puede pues concluir, que del 6 al 17 de mayo de 1862, el general Zaragoza estuvo imposibilitado de adoptar una actitud ofensiva sobre los franceses, capaz de aniquilarlos y la crítica hecha a sus operaciones militares en ese lapso, no es justa.